# شخاور
شخاور (به لاتین: Shkhawr) یک منطقهٔ مسکونی در افغانستان است که در ولایت بدخشان واقع شده‌است.